# États de Flandre
A distinguer de Flandre des États, un des pays de la Généralité des Provinces-Unies.
 (novembre 2013).
Si vous disposez d'ouvrages ou d'articles de référence ou si vous connaissez des sites web de qualité traitant du thème abordé ici, merci de compléter l'article en donnant les références utiles à sa vérifiabilité et en les liant à la section « Notes et références ».
Les États de Flandre étaient des États provinciaux de l'Ancien Régime.

## Historique
Personnel des États de Flandre :
- administration générale : 32
- ponts et chaussées : 18
- écurie des Haras : 10
- magasin aux fourrages de Lille : 42
- magasin aux fourrages de Douai : 25
- régie des impositions et des fourrages : 159

## Personnalités liées aux États de Flandre
- Robert Coppieters (1727-1797), homme politique dont la fonction de Bourgmestre de Bruges, de 1777 à 1789, et de 1791 à 1792, le rendait membre permanent des États de Flandre
- Jean-Baptiste, comte d'Hane-Steenhuyse (1757-1826), homme politique et député aux États de Flandre, qui prit une part active au soulèvement du pays contre la domination autrichienne, pendant les années 1789 et suivantes